# Agent Carter (filme)
Agent Carter (Br: Agente Carter) é um curta-metragem estadunidense de 2013 lançado diretamente em vídeo estrelando a personagem Peggy Carter da Marvel Comics, produzido pelo Marvel Studios e distribuído pela Walt Disney Studios Home Entertainment. É uma continuação do filme Capitão América: O Primeiro Vingador (2011) e o quarto filme da série de curtas-metragens Marvel One-Shots. O filme é dirigido por Louis D'Esposito a partir de um roteiro de Eric Pearson, e estrelado por Hayley Atwell como Peggy Carter, junto com Bradley Whitford e Dominic Cooper. Em Agent Carter, Peggy Carter parte em uma missão solo para adquirir o misterioso Zodíaco, enquanto enfrenta o sexismo pós-Segunda Guerra Mundial na SSR, uma precursora da S.H.I.E.L.D..
Um curta da Marvel com Peggy Carter estava em andamento por algum tempo antes de Atwell assinar para estrelá-lo, reprisando seu papel dos filmes do Capitão América. D'Esposito, co-presidente do Marvel Studios e produtor executivo dos longas-metragens, teve como objetivo reproduzir o cenário de época de Capitão América: O Primeiro Vingador, ao mesmo tempo que conferia ao curta-metragem um toque mais moderno de super-herói. O filme foi uma produção mais ambiciosa do que os curtas anteriores, com mais cenas de ação e efeitos visuais necessários do que antes. Vários outros personagens dos filmes do Universo Cinematográfico Marvel também aparecem, incluindo Cooper reprisando seu papel como Howard Stark.
O curta foi lançado no lançamento para o home video de Homem de Ferro 3 e foi recebido positivamente pela crítica e pelo público em uma exibição com antecedência na San Diego Comic-Con. O curta ganhou um Golden Reel Award. Essa resposta positiva levou a ABC a encomendar uma série de televisão expansiva do curta, Agente Carter, que foi ao ar de janeiro de 2015 a março de 2016, ao longo de duas temporadas.

## Enredo
Um ano após os eventos de Capitão América: O Primeiro Vingador, a Agente Peggy Carter agora é membro da Reserva Científica Estratégica (SSR). Ela enfrenta o sexismo de seu chefe, o agente John Flynn, que a trata com condescendência e a mantém computando dados e quebrando códigos, enquanto atribui missões de campo aos agentes homens. A principal preocupação da SSR é o misterioso Zodíaco, que eles não conseguiram recuperar há algum tempo.
Uma noite sozinha no escritório, enquanto os homens estão juntos, Carter atende a linha de casos para ouvir sobre a localização do Zodíaco. Embora três a cinco agentes sejam recomendados, Carter decide ir sozinha ao local. Lutando contra vários guardas, Carter é capaz de recuperar o Zodíaco, um soro misterioso, sozinha. No dia seguinte, Flynn a repreende por não seguir os procedimentos adequados para completar a missão e destrata a indignada Carter como apenas uma "velha paixão" do Capitão América, que recebeu seu emprego atual por pena de sua perda. No entanto, antes que ele possa puni-la oficialmente, a linha de casos toca novamente, desta vez com Howard Stark do outro lado, que informa Flynn que Carter será a co-diretora da recém-criada S.H.I.E.L.D..
Em uma cena no meio dos créditos, Dum Dum Dugan é visto ao lado da piscina com Stark, maravilhado com duas mulheres vestindo biquínis que eram recém-criados na época.

## Elenco

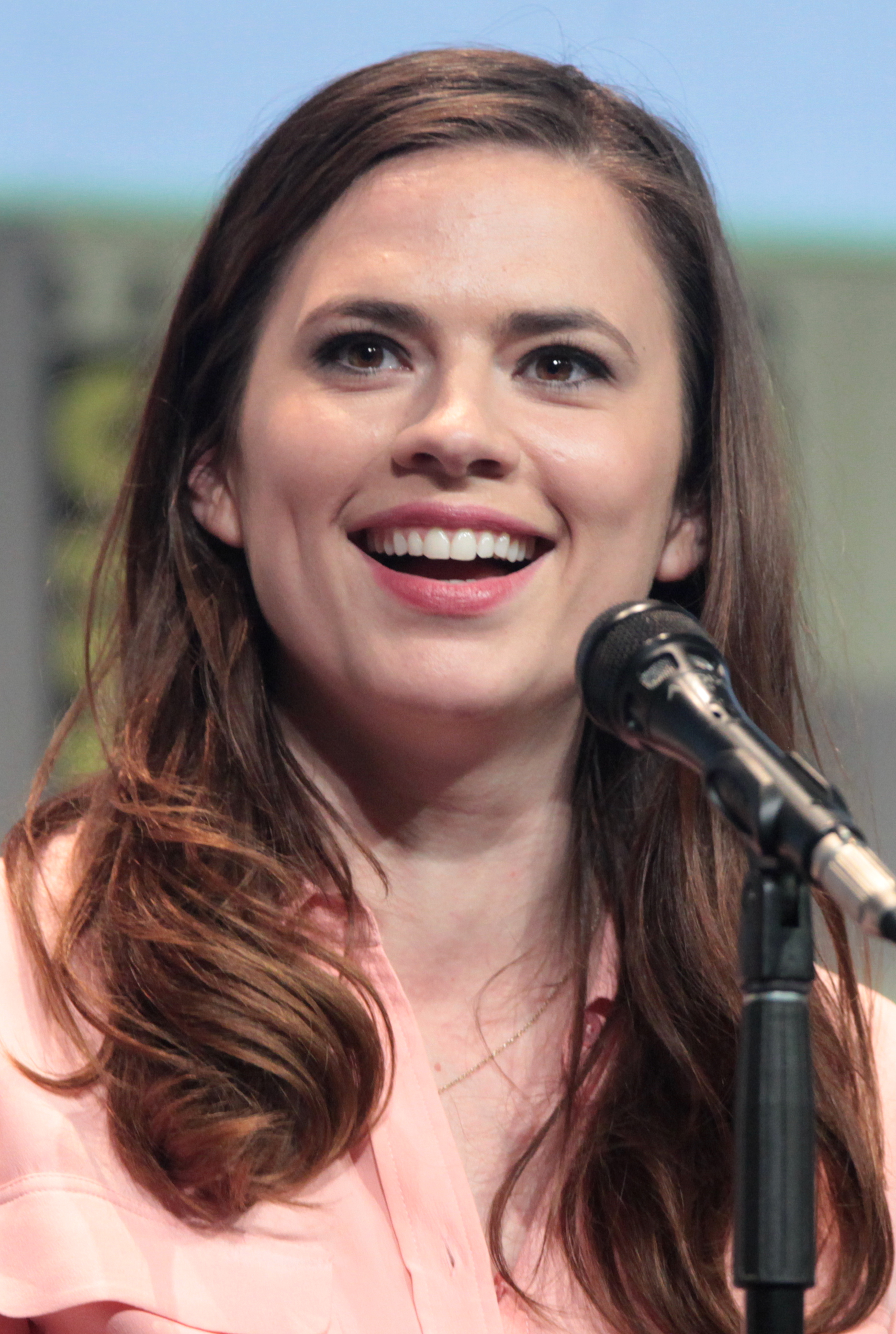
A produção do curta começou quando Hayley Atwell concordou em reprisar seu papel de Capitão América: O Primeiro Vingador.

- A produção do curta começou quando Hayley Atwell concordou em reprisar seu papel de Capitão América: O Primeiro Vingador.Hayley Atwell como Peggy Carter:
Uma agente da SSR forçada a trabalhar em análise de dados e quebra de códigos desde o final da Segunda Guerra Mundial,[3] Atwell repete seu papel de Capitão América: O Primeiro Vingador. Sobre a personagem estrelando seu próprio curta-metragem, o diretor Louis D'Esposito disse que a Marvel sempre quis fazer um curta da Peggy Carter, já que a personagem "era a favorita dos fãs e a favorita do Marvel Studios". D'Esposito aproveitou o momento em que Carter usa seu pó compacto para ver o bandido, o que foi improvisado durante as filmagens, porque "essa é a essência sobre ela e sobre o filme. Ela não é apenas—especialmente naquela época—uma mulher no mundo masculino, ela ainda mantém sua feminilidade".[4]
- Bradley Whitford como John Flynn: Chefe de Carter na SSR.[3][5]
- Dominic Cooper como Howard Stark:
O co-diretor e co-fundador da S.H.I.E.L.D.,[3] Cooper repete seu papel de Capitão América: O Primeiro Vingador. No curta, como um easter egg, Stark é visto vestindo a mesma túnica que seu filho Tony usa em Homem de Ferro 2.[2]

Neal McDonough reprisa seu papel como Timothy "Dum Dum" Dugan dos filmes anteriores do Universo Cinematográfico Marvel, e Chris Evans aparece como Steve Rogers / Capitão América por meio de imagens de arquivos de O Primeiro Vingador. Shane Black, diretor e co-roteirista de Homem de Ferro 3, dubla a "Voz Desincorporada", que liga do outro lado da linha de casos.

## Produção

### Desenvolvimento
Em agosto de 2011, o Marvel Studios anunciou que alguns curtas-metragens seriam lançados diretamente em vídeo, que foram projetados para serem histórias independentes e conhecidas como Marvel One-Shots. O co-produtor Brad Winderbaum disse "É uma maneira divertida de experimentar novos personagens e ideias, mas mais importante, é uma maneira de expandirmos o Universo Cinematográfico Marvel e contar histórias que vivem fora do enredo de nossos filmes". Uma das ideias desenvolvidas como um potencial curta foi um spin-off de Capitão América: O Primeiro Vingador, seguindo a história de Peggy Carter após os eventos do filme. A ideia foi analisada novamente quando a Marvel estava decidindo sobre produzir um curta-metragem para o lançamento em home video de Homem de Ferro 3 em 2013, e foi escolhido para o local, dependendo da disponibilidade da atriz Hayley Atwell.
O co-presidente do Marvel Studios, Louis D'Esposito, que dirigiu o curta anterior, Item 47, voltou como diretor, enquanto o roteirista Eric Pearson também retornou dos curtas anteriores. D'Esposito observou que o curta teve o dobro do orçamento de Item 47, mas a mesma quantidade de tempo de filmagem, então “o alcance dele é muito maior. É ambientado em um período, há mais atores envolvidos, a escala é maior, há três cenas de luta—nunca tivemos isso em nenhum [dos curtas anteriores]". Atwell concordou com o projeto após assistir Item 47, e devido ao seu amor pela personagem e potencial para "mostrar algumas de suas habilidades" que não foram vistas no filme. Atwell trabalhou por três dias com a equipe de dublês para ensaiar as sequências de luta pré-coreografadas para o curta. D'Esposito elaborou sobre a decisão de focar em Carter, dizendo: "É contar a melhor história e encontrar a história que queremos contar—seja conectividade com o Universo Marvel ou destacando um personagem. No caso de Hayley, é um pouco dos dois. Queríamos contar a história de Peggy Carter—ela ficou para trás nos anos 40. Anunciando ao mundo que ela dirigia a S.H.I.E.L.D. com Howard Stark é uma ótima conectividade".

### Filmagem
Agent Carter foi filmado em cinco dias, com Gabriel Beristain atuando como diretor de fotografia. O orçamento não permitia a contratação de um artista de storyboard, então D'Esposito, Winderbaum e Beristain trabalharam juntos para planejar uma lista de tomadas para a produção usando atores substitutos. As cenas de dublês também foram pré-filmadas para mostrar aos atores. D'Esposito explicou que ter as tomadas planejadas ajudou no planejamento dos efeitos visuais do filme. A cena do meio dos créditos com Neal McDonough como Dum Dum Dugan foi planejada para mostrar o personagem em uma piscina, mas teve que ser mudada no set para acontecer ao lado da piscina quando foi descoberto que o macacão que McDonough usa para retratar o personagem não podia molhar.
D'Esposito escolheu diferenciar o curta de O Primeiro Vingador evitando o tom sépia usado naquele filme pelo diretor Joe Johnston, em vez de usar uma cor azul mais fria. A produção usou duas lentes antigas (tanto para a noite quanto para o dia) que deram ao curta alguns "melhores" reflexos de lente que D'Esposito sentiu que deram ao cenário de época um toque mais moderno. D'Esposito usou uma Steadicam ou uma câmera dolly para as sequências de ação, para evitar uma sensação de "corte rápido ou embaçado ou trêmulo". D'Esposito disse que a equipe estava "forçando nosso limite" para obter as tomadas planejadas dentro do cronograma, e ele finalmente percebeu que "não conseguiria todas as tomadas e eu não conseguiria todos os socos e chutes, então o que fazemos é obter o ótimo".

### Pós-produção
Tomadas de efeitos visuais da Nova York dos anos 1940 de Capitão América: O Primeiro Vingador foram reutilizadas no curta por razões orçamentárias. D'Esposito notou que a sequência em que Carter vem "voando com a arma na porta" e a última luta, quando Carter está "sendo atacada pelo grandalhão", foram ambas criadas com elementos de efeitos visuais depois de ficarem sem tempo para completar a filmagem no set. No início de 2013, a Marvel contratou a empresa de efeitos visuais Perception para criar a sequência de abertura para o curta. A supervisora de efeitos visuais, Sheena Duggal, foi instruída a recontar a história do curta em 90 segundos, então ela decidiu usar versões estilizadas de imagens do período e do próprio curta. Uma mistura de animação 2D e 3D foi usada para obter uma aparência 2D final.

## Trilha sonora
O compositor Christopher Lennertz, que anteriormente colaborou com D'Esposito no curta Item 47, compôs a música para Agent Carter. Como o resto do curta, D'Esposito queria que a música refletisse o cenário da época, mas que também tivesse um toque moderno, então ele enviou "Secret Agent Man" de Johnny Rivers para Lennertz como faixa de referência, mesmo sendo lançado na década de 1960, já que tinha a sensação e o sentimento que D'Esposito estava procurando.

## Lançamento
Agent Carter foi mostrado pela primeira vez na íntegra na San Diego Comic-Con International 2013. Em seguida, foi lançado no home video de Homem de Ferro 3, primeiro em 3 de setembro de 2013, na forma de download digital, e depois em Blu-ray e Blu-ray 3D em 24 de setembro de 2013. D'Esposito disse que decidiu lançar o curta junto com Homem de Ferro 3 porque "era a hora certa", com Capitão América 2 - O Soldado Invernal sendo lançado nos cinemas vários meses depois. O curta também está incluído no disco bônus do box "Marvel Cinematic Universe: Phase Two Collection", que inclui todos os filmes da Fase Dois do Universo Cinematográfico Marvel, bem como os outros curtas da Marvel. A coleção apresenta comentários em áudio de D'Esposito e Atwell e foi lançada em 8 de dezembro de 2015. Depois de ser disponibilizado no Disney+ na guia "Extras" de Homem de Ferro 3, o curta recebeu sua própria página no serviço de streaming nas últimas duas semanas de setembro de 2021 e foi removido por motivos não especificados.

## Recepção
Rosie Fletcher, da Total Film, observou que o curta foi bem recebido pelo público da Comic Con e elogiou o desempenho de Atwell. Ela disse que o curta "parece ótimo e embala alguns momentos de ação eufórica". Andy Hunsaker, do CraveOnline, deu ao curta uma pontuação de 8,5 de 10, chamando-o de um prazer divertido que "dá à personagem-título a despedida que ela merece", e esperando que isso levasse a outras produções da Marvel focadas em mulheres. Scott Collura, da IGN, chamou Atwell de "a super-heroína feminina da tela grande que todos esperávamos. Ela arrasa nesse conto com tanta desenvoltura, usando não apenas músculos, mas também cérebro, e é tudo muito inteligente e divertido". Ele sentiu que o curta parecia mais uma prova de conceito de que projetos de super-heroínas poderiam funcionar, mas que "Atwell nunca perde contato com seu lado feminino" também.
A crítica da Movie Ramblings para o curta destacou seu "roteiro curto, nítido e espirituoso misturado com alguma ação igualmente nítida" e a direção de D'Esposito, nomeando-o o melhor curta da Marvel naquele momento. Flickering Myth chamou o curta de "um grande esforço. Uma história bonita e compacta que nos dá muitos momentos incríveis com a personagem". O crítico sentiu que Flynn foi um "grande contraste" para Carter, e também observou as "grandes participações especiais e uma cena de pós-crédito que deveria colocar um sorriso no rosto de todos... Agent Carter é outra grande oferta da Marvel que mostra como eles estão comprometidos com a ideia de um universo expandido onde esses grandes personagens ganham tempo para brilhar".
O curta ganhou o Golden Reel Award de Melhor Edição de Som e Música: Direct to Video – Live Action.

## Série de TV
Marvel's Agent Carter, uma série de televisão inspirada no curta-metragem e também estrelado por Hayley Atwell como Peggy Carter, foi encomendada pela ABC em 8 de maio de 2014 e começou sua primeira temporada de oito episódios em 6 de janeiro de 2015. Dominic Cooper e Neal McDonough também reprisaram seus papéis de Stark e Dugan na série, respectivamente, enquanto D'Esposito dirigiu o primeiro episódio e Christopher Lennertz voltou para compor a trilha. A série foi criada por Christopher Markus e Stephen McFeely, roteiristas dos filmes do Capitão América, com Tara Butters, Michele Fazekas e Chris Dingess atuando como showrunners. A série se passa no meio do curta, antes de Carter saber que ela será co-diretora da S.H.I.E.L.D., onde ela secretamente auxilia Stark em uma missão, sem o conhecimento da SSR. A série foi renovada para uma segunda temporada em 7 de maio de 2015, consistindo em 10 episódios. A ABC cancelou Agent Carter em 12 de maio de 2016.